# Pantalla multifunció

Un exemple esquemàtic de com és una pantalla multifunció.

Una pantalla multifunció, coneguda per les seves sigles en anglès MFD (multi-function display), és una petita pantalla (CRT o LCD) en una cabina de pilotatge d'una aeronau envoltada per múltiples botons que pot ser usada per mostrar informació al pilot de nombroses maneres configurables.
Amb l'arribada de les PFD els elements mecànics no van ser completament eliminats de les cabines de vol; aquests es mantenen com a elements de reserva per si es produeix una fallada elèctrica total.

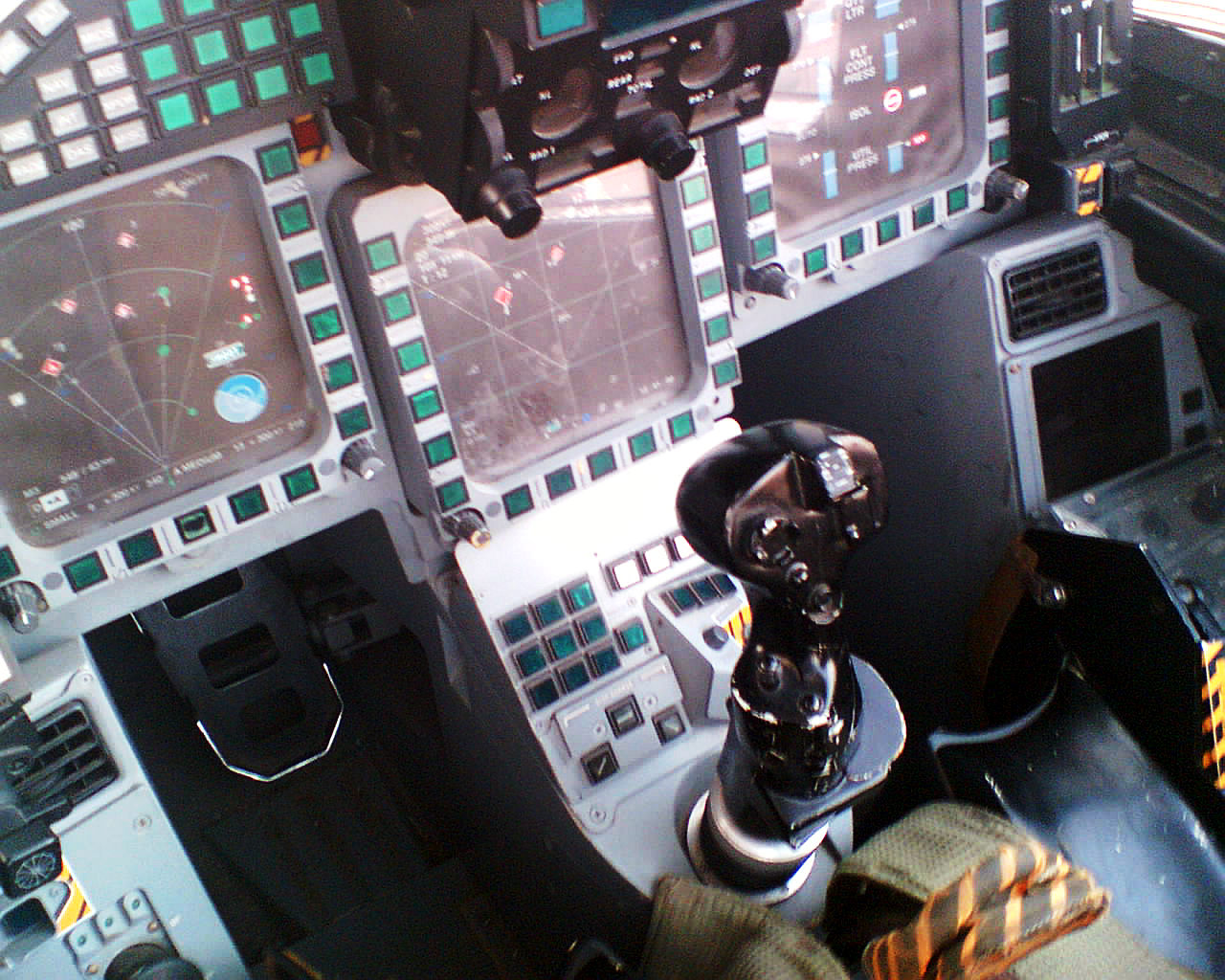
Pantalles multifunció d'un Eurofighter Typhoon.